# Cotswold Water Park

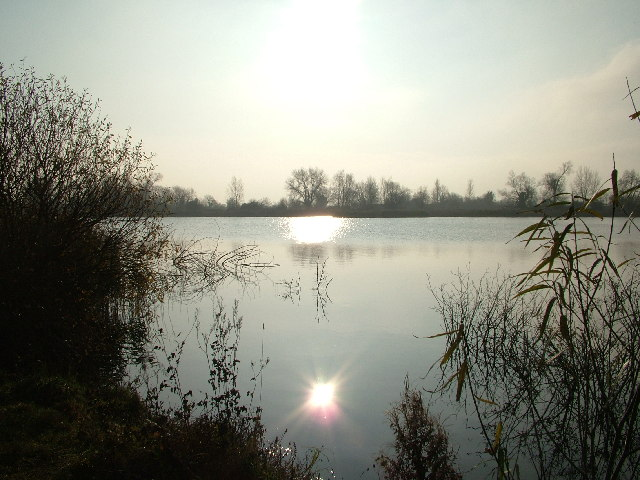
Cotswold Water Park

Cotswold Water Park – największy wodny park krajobrazowy w Wielkiej Brytanii, o powierzchni ponad 103 km², obejmujący ponad 140 jezior powstałych w wyniku zalania wodą dawnych żwirownii. Park położony jest nad Tamizą, na południe od miasta Cirencester, na pograniczu hrabstw Wiltshire i Gloucestershire.
Cotswold Water Park jest popularnym miejscem uprawiania sportów wodnych i obserwacji ptaków.